# Yannick Etilé
Yannick Benoît Etilé (Schœlcher, 8 marzo 2001) è un calciatore francese di origini martinicane, portiere del Paris 13 Atletico e della nazionale martinicana.

## Carriera

### Club
Etilé è cresciuto nel settore giovanile del Sochaux ed ha trascorso i primi anni di carriera nelle divisioni inferiori del calcio francese con le maglie di Troyes 2, SO Cholet, Blois ed Aubervilliers.
L'8 luglio 2024 è stato acquistato dal Martigues neopromosso in Ligue 2, con cui ha debuttato il 30 novembre nell'incontro di Coppa di Francia vinto 2-0 contro il Valence.

### Nazionale
Ha debuttato con la nazionale martinicana il 12 giugno 2022 nell'incontro di CONCACAF Nations League pareggiato 0-0 contro Panama.

## Statistiche
Statistiche aggiornate al 30 giugno 2025.

### Presenze e reti nei club
| Stagione        | Squadra         | Campionato      | Campionato | Campionato | Coppe nazionali | Coppe nazionali | Coppe nazionali | Coppe continentali | Coppe continentali | Coppe continentali | Altre coppe | Altre coppe | Altre coppe | Totale | Totale | Totale |
| Stagione        | Squadra         | Comp            | Pres       | Reti       | Comp            | Pres            | Reti            | Comp               | Pres               | Reti               | Comp        | Pres        | Reti        | Pres   | Reti   |        |
| --------------- | --------------- | --------------- | ---------- | ---------- | --------------- | --------------- | --------------- | ------------------ | ------------------ | ------------------ | ----------- | ----------- | ----------- | ------ | ------ | ------ |
| 2019-2020       | Troyes 2        | N3              | 2          | -2         | -               | -               | -               | -                  | -                  | -                  | -           | -           | -           | 2      | -2     |        |
| 2020-2021       | Troyes 2        | N3              | 0          | 0          | -               | -               | -               | -                  | -                  | -                  | -           | -           | -           | 0      | 0      |        |
| 2021-2022       | SO Cholet       | N               | 4          | -4         | CF              | 0               | 0               | -                  | -                  | -                  | -           | -           | -           | 4      | -4     |        |
| 2022-2023       | Blois           | N2              | 27         | -35        | CF              | 0               | 0               | -                  | -                  | -                  | -           | -           | -           | 27     | -35    |        |
| 2023-2024       | Aubervilliers   | N2              | 23         | -33        | CF              | 0               | 0               | -                  | -                  | -                  | -           | -           | -           | 23     | -33    |        |
| 2024-2025       | Martigues       | L2              | 13         | -18        | CF              | 1               | 0               | -                  | -                  | -                  | -           | -           | -           | 14     | -18    |        |
| Totale carriera | Totale carriera | Totale carriera | 69         | -92        |                 | 1               | 0               |                    | -                  | -                  |             | -           | -           | 70     | -92    |        |

### Cronologia presenze e reti in nazionale
| Cronologia completa delle presenze e delle reti in nazionale ― Martinica | Cronologia completa delle presenze e delle reti in nazionale ― Martinica | Cronologia completa delle presenze e delle reti in nazionale ― Martinica | Cronologia completa delle presenze e delle reti in nazionale ― Martinica | Cronologia completa delle presenze e delle reti in nazionale ― Martinica | Cronologia completa delle presenze e delle reti in nazionale ― Martinica | Cronologia completa delle presenze e delle reti in nazionale ― Martinica | Cronologia completa delle presenze e delle reti in nazionale ― Martinica |
| Data                                                                     | Città                                                                    | In casa                                                                  | Risultato                                                                | Ospiti                                                                   | Competizione                                                             | Reti                                                                     | Note                                                                     |
| ------------------------------------------------------------------------ | ------------------------------------------------------------------------ | ------------------------------------------------------------------------ | ------------------------------------------------------------------------ | ------------------------------------------------------------------------ | ------------------------------------------------------------------------ | ------------------------------------------------------------------------ | ------------------------------------------------------------------------ |
| 12-6-2022                                                                | Fort-de-France                                                           | Martinica                                                                | 0 – 0                                                                    | Panama                                                                   | CONCACAF Nations League 2022-2023                                        | -                                                                        |                                                                          |
| Totale                                                                   |                                                                          | Presenze                                                                 | 1                                                                        |                                                                          | Reti                                                                     | 0                                                                        |                                                                          |